# Nancy Kelly
Nancy Kelly (Lowell, Massachusetts, 25 de març de 1921 − Bel-Air, Los Angeles, Califòrnia, 2 de gener de 1995) va ser una actriu estatunidenca que va rodar 36 pel·lícules entre 1926 i 1977, destacant entre les seves actuacions la que va fer al costat de Tyrone Power en el clàssic Jesse James. El fou nominada a l'Oscar a la millor actriu per The Bad Seed i al Primetime Emmy a la millor actriu per Studio One.
Nascuda a Lowell (Massachusetts) era la germana més gran de l'actor Jack Kelly, estrella de la sèrie televisiva de 1957 Maverick.
Com a model infantil, la seva imatge havia aparegut en tant anuncis diferents que el Film Daily va comentar que «S'ha dit que Nancy és la nena més fotografiada d'Amèrica en gran part pels seus posats comercials.» A més d'altres interpretacions, entre 1933 i 1934 va actuar com a Dorothy Gale en un programa radiofònic basat en El màgic d'Oz.
Ja com a actriu adulta, va guanyar en dues ocasions el Premi Sarah Siddons pel seu treball en l'ambient teatral de Chicago, així com un Tony per la seva interpretació a The Bad Seed, obra que va protagonitzar en la seva versió cinematogràfica el 1956, i per la qual va ser nominada a l'Oscar a la millor actriu. També va treballar per a la televisió, incloent el seu treball al capítol The Lonely Hour, de la sèrie The Alfred Hitchcock Hour, el 1963. El 1957 va ser nominada a un Premi Emmy pel seu treball en l'episodi Pilot, de la sèrie Studio One. Per la seva contribució a la indústria cinematogràfica, Nancy Kelly té una estrella en el Passeig de la Fama de Hollywood, en el 7021 de Hollywood Boulevard.
Nancy Nelly va morir el 1995, a causa de complicacions d'una diabetis, a Bel-Air (Los Angeles), Califòrnia. Va ser enterrada en el Cementiri Westwood Village Memorial de Los Angeles.

## Filmografia
- The Untamed Lady (1926) amb Gloria Swanson
- Mismates (1926) amb Warner Baxter
- El gran Gatsby (The Great Gatsby) (1926) amb Warner Baxter i William Powell
- Girl on the Barge (1929) amb Jean Hersholt
- Glorifying the American Girl (1929, no surt als crèdits) amb Mary Eaton
- Convention Girl (1935) amb Shemp Howard
- Submarine Patrol (1938; dirigida per John Ford) amb Preston Foster i George Bancroft
- Jesse James (1939) amb Tyrone Power, Henry Fonda, i Randolph Scott
- Tail Spin (1939) amb Alice Faye, Constance Bennett, Charles Farrell, i Jane Wyman
- Frontier Marshal (1939) amb Randolph Scott com Wyatt Earp
- Stanley and Livingstone (1939) amb Spencer Tracy i Walter Brennan
- He Married His Wife (1940) amb Joel McCrea
- Sailor's Lady (1940) amb Joan Davis i Dana Andrews
- Private Affairs (1940) amb Hugh Herbert i Robert Cummings
- One Night in the Tropics (1940) amb Allan Jones i Abbott & Costello
- Scotland Yard (1941) amb Edmund Gwenn
- A Very Young Lady (1941) amb Jane Withers
- Batalló de paracaigudistes (Parachute Battalion) (1941) amb Robert Preston, Edmond O'Brien, Harry Carey, i Buddy Ebsen
- Fly-by-Night (1942; dirigida per Robert Siodmak) amb Richard Carlson
- To the Shores of Tripoli (1942) amb John Payne, Maureen O'Hara, i Randolph Scott
- Enemics amistosos (Friendly Enemies) (1942) amb Charles Ruggles
- Tornado (1943) amb Chester Morris
- Women in Bondage (1943) amb Gail Patrick
- Tarzan's Desert Mystery (1943) amb Johnny Weismuller
- Gambler's Choice (1944) amb Chester Morris
- Show Business (1944) amb Eddie Cantor i George Murphy
- Betrayal from the East (1945) amb Lee Tracy
- Song of the Sarong (1945) amb William Gargan
- The Woman Who Came Back (1945) amb John Loder i Otto Kruger
- Follow That Woman (1945) amb William Gargan i Regis Toomey
- Murder in the Music Hall (1946) amb Vera Ralston
- Crowded Paradise (1956) amb Hume Cronyn
- The Bad Seed (1956) amb Patricia McCormack